# Me & My
Me & My is een Deense Eurodance groep die bestaat uit de zusters Susanne en Pernille Georgi.

## Biografie
Voor de groep Me & My ontstond waren de zusters al bekend van bij SuPer Sisters. In 1990 brachten ze twee Deense albums uit met de hoop mee te doen aan het Eurovisiesongfestival 1991. Omdat de zusters toen nog maar 15 en 17 jaar waren vond men ze te jong om deel te nemen aan het songfestival.
De groep had matig succes in Europa. Ze werden pas wereldwijd bekend in 1995 met hun single Dub-I-Dub en Baby Boy. Toshiba-EMI Ltd. gebruikte enkele singles in het populaire game Dance Dance Revolution. 
Vandaag de dag schrijven de zusters nog muziek voor andere groepen.

## Discografie

### Albums
- Me & My (1995)
- Let the Love Go On (1999)
- Fly High (2001)

### Singles
- Baby Boy (1995)
- Dub-I-Dub (1995)
- Lion Eddie (1996)
- Touch Of Your Love (special Japan-only release - 1996)
- Waiting (1996)
- Let the Love Go On (1999)
- Loving You (1999)
- So Many Men (2000)
- Fly High (2000)
- Sleeping My Day Away (2001)